# Isotenes eurymenes
Isotenes eurymenes is een vlinder uit de familie van de bladrollers (Tortricidae). De wetenschappelijke naam van de soort is, als Tortrix eurymenes, voor het eerst geldig gepubliceerd in 1930 door Edward Meyrick.

## Type
- holotype: "female"
- instituut: BMNH, Londen, Engeland
- typelocatie: "Indonesia, Irian Jaya, Dutch New Guinea, Mt. Goliath"